# シリモンコン・シンワンチャー
シリモンコン・シンワンチャー（泰: ศิริมงคล สิงห์มนัสศักดิ์、英: Sirimongkol Singwangcha、1977年6月2日 - ）は、タイのプロボクサー、キックボクサー、元ムエタイ選手。本名はシリモンコン・ランチュオム（Sirimongkol Lamtuom）。パトゥムターニー県出身。元WBC世界バンタム級王者。元WBC世界スーパーフェザー級王者。世界2階級制覇王者。

## 来歴

### ムエタイ
タイのパトゥムターニー県で生まれる。実家がムエタイジムであり、元ムエタイ選手である父マノップ・シンマナサックからムエタイの練習をさせられたため、ムエタイの試合が嫌いになった。ボクシングに転向するまで、シリモンコン・シンマナサック（Sirimongkol Singmanasak）というリングネームで国技ムエタイのリングに上がった。
1992年、ランシットスタジアム105ポンド級のムエタイ王者となった。その後、高校時代からアマチュアボクシングを始めボクシングに転向、WBCの委員会の一員だったサハソムポップ・シーシムウォングの後援するボクサーとなった。

### ボクシング転向

#### スーパーフライ級
1994年5月18日、プロボクシングデビュー。
1995年8月5日、バンコクのチャンネル7スタジオスで行われたWBU世界スーパーフライ級王座決定戦でファニット・クマと対戦し、3-0（120-107、120-109×2）の判定勝ちを収め、王座獲得に成功した。

#### バンタム級
1995年12月23日、バンコクのチャンネル7スタジオスで行われたWBU世界バンタム級王座決定戦でミゲル・エスピノサと対戦し、3-0（118-110、118-111×2）の判定勝ちを収め王座獲得に成功、2階級制覇を達成した。
1996年3月23日に初防衛に成功した。
1996年5月5日、バンコクでタノムサク・シスボーベーと対戦し、3回KO勝ちを収めた。
1996年8月10日、ピッサヌローク県のサッカー場で元WBC世界スーパーフライ級王者ホセ・ルイス・ブエノとWBC世界バンタム級暫定王座決定戦を行い、5回0分59秒TKO勝ちを収め王座を獲得に成功した。
1997年1月、正規王者ウェイン・マッカラーの王座返上に伴い暫定王者から正規王者に認定された。
1997年7月4日、指名挑戦者の元王者ビクトル・ラバナレスと対戦し、判定勝ちを収め王座の防衛に成功した。
1997年11月22日、大阪城ホールで元王者の辰吉丈一郎と対戦し、プロ初黒星となる7回1分54秒TKO負けを喫し王座から陥落、4度目の防衛に失敗した。

#### スーパーフェザー級
その後、減量苦を理由に一気に2階級飛び越し、スーパーフェザー級に転向。
2002年8月22日、辰吉戦以来5年ぶりの世界戦。両国国技館で行われたWBC世界スーパーフェザー級王座決定戦で長嶋健吾と対戦し、2回2分22秒KO勝ちで2階級飛び越しての2階級制覇に成功した。10月にノンタイトル戦を行いTKO勝ち。
2003年1月13日、後楽園ホールで元WBA世界スーパーフェザー級王者崔龍洙（シャイアン長谷川ジム所属、韓国出身）と対戦し、3-0（119-109×2、118-110）の判定勝ちで初防衛に成功した。5月にノンタイトル戦を行いTKO勝ち。
2003年8月15日、アメリカ合衆国テキサス州オースティンのコンベンションセンターで指名挑戦者ヘスス・チャベスと対戦したが、0-3（111-117、111-117、110-118）の判定負けを喫し王座から陥落、2度目の防衛に失敗した。 
2005年、ゲイのポルノ雑誌にヌード写真が掲載され、このとがスキャンダルとしてタイのさまざまなメディアで報道された。

#### ライト級
2005年5月14日、ネバダ州ラスベガスのMGMグランド・ガーデン・アリーナで行われたWBC世界ライト級挑戦者決定戦でマイケル・クラークと対戦し、7回1分50秒TKO勝ちを収め、ディエゴ・コラレスへの挑戦権を獲得した。この試合でシリモンコンはタイのプロボクサーでは初の本場MGMグランド・ガーデン・アリーナ進出を果たした。
2006年5月20日、アメリカ合衆国で稲田千賢とWBC世界ライト級暫定王座決定戦を行う予定であったが、急病（B型肝炎）のためキャンセル（なお、稲田は予定どおり暫定王座決定戦に出場。シリモンコンの代役としてリングに上がったホセ・アルマンド・サンタクルスと対戦したが、6回TKO負け）。その後、病気は回復し、7月にノンタイトル戦を行った。

#### K-1
2007年2月18日、K-1韓国予選のワンマッチにシリモンコン・シンワッサ（Sirimongkol Singwangcha）というリングネームで出場。キム・ハンウルに3R右フックでKO勝ち。
2007年7月21日、K-1韓国大会に出場し、チェ・ジョンユンに3R判定勝ち。
2008年2月24日、K-1 ASIA MAX 2008 IN SEOULで行われたアジアトーナメントに出場。1回戦でイ・スファンと対戦し、判定負け。

#### スーパーフェザー級
2007年5月1日、ノンタブリー県でABCOスーパーフェザー級王者トーン・ポー・チョクチャイと対戦し、12回3-0（116-112×3）の判定勝ちで王座を獲得した。初防衛戦を行うことなく、6月に返上。

#### スーパーフェザー級復帰
2007年12月21日、ノンタブリー県のスコタイ・タマティラート大学で行われたPABAスーパーライト級王座決定戦でアルネル・ポラスと対戦し、3-0（120-108、119-109、119-109）の判定勝ちを収め王座を獲得した。

#### スーパーライト級
2008年5月24日、ニューカッスルのハニーサックル・ボイラー・ルームでチャド・ベネットと対戦し、1回2分15秒TKO勝ちを収め初防衛に成功した。
2008年11月、PABAスーパーライト級王座を返上した。
2009年8月12日、ナコーンラーチャシーマー県での6回戦に2回KO勝利を収めた。

#### 刑務所に収監・ウェルター級
2009年8月30日、覚せい剤所持容疑で逮捕され、密売と自身の常用を認めた。その後、懲役20年の実刑判決を受け、刑務所に収監される。刑務所内で他の受刑者にボクシングを教え、特別に許可を得て服役中もボクシングの試合を行った。
覚せい剤所持で逮捕から2年後の2011年4月29日に復帰戦を行い、3回KO勝ち。8月には中央矯正センターで、ウェルター級転向戦を行い、2回TKO勝ち。
2012年11月14日、パトゥムターニー県で行われたABCOコンチネンタルウェルター級王座決定戦でデニス・パドゥアと対戦し、5回1分29秒KO勝ちを収め王座を獲得した。
2013年5月14日、パトゥムターニー県ランシットのランシットスタジアムでモハマドレザ・ハムゼと対戦し、6回1分37秒TKO勝ちを収め初防衛に成功した。
2013年8月、恩赦を受け刑務所から出所した。
2013年9月17日、バンコクでロンネル・エスパラスと対戦し、3回2分27秒KO勝ちを収め2度目の防衛に成功した。
2014年7月29日、パトゥムターニー県で行われたWBOアジアパシフィックウェルター級王座決定戦でオマリ・ラマダンと対戦し、3回KO勝ちを収め王座を獲得した。
2015年9月15日、ノンタブリー県でサイディ・ムンディと対戦し、3回2分52秒KO勝ちを収め2度目の防衛に成功した。

#### ミドル級
2017年2月10日、シンガポールでWBCアジアミドル級王者のアジズベック・アブドゥガフロフに挑戦し、12回判定負けを喫し王座獲得に失敗した、シリモンコンは51連勝中だったが14年ぶりの敗北となった。

#### スーパーウェルター級
2017年5月27日、シンガポールで行われたUBOインターコンチネンタルスーパーウェルター級王座決定戦でラリー・シウと対戦し、10回判定勝ちを収め王座を獲得した。
2017年10月20日、シンガポールで行われたIBOアジアパシフィックスーパーウェルター級王座決定戦でトミー・ブラウンと対戦し、10回判定負けを喫し王座獲得に失敗した。

#### ライトヘビー級
2018年9月1日、パトゥムターニー県で行われたタイ国ライトヘビー級王座決定戦でムハンマド・ヌスブガと対戦し、2回2分58秒KO勝ちを収め王座を獲得した。試合後に現役引退を表明するがその後現役復帰した。
2021年4月24日、バンコクでWBAアジアライトヘビー級王者のティーラチャイ・クラティンデーンジムに挑戦し、辰吉戦以来24年振りのKO負けとなる6回終了時に棄権した為TKO負けを喫し王座獲得に失敗した。

### ベアナックルボクシング
2021年12月18日、パタヤで行われたBKFCタイランド 1でベアナックル・ボクシングデビューを果たし、レザ・グーディに5回2-1の判定勝ちを収めた。
2022年5月7日、パタヤで行われたBKFCタイランド 2の初代BKFCタイ国ライトヘビー級王座決定戦でミハエル・ビトリラと対戦し、5回2-0の判定勝ちを収め王座獲得に成功した。
2024年3月17日、3年ぶりにボクシングに復帰し、パトゥムターニー県でユッタナ・ワンダに6回判定勝ちを収めた。

## 戦績

### プロボクシング
105戦 99勝 62KO 6敗

### キックボクシング
| キックボクシング 戦績 | キックボクシング 戦績 | キックボクシング 戦績 | キックボクシング 戦績 | キックボクシング 戦績 | キックボクシング 戦績 | キックボクシング 戦績 |
| --------------------- | --------------------- | --------------------- | --------------------- | --------------------- | --------------------- | --------------------- |
| 3 試合                | (T)KO                 | 判定                  | その他                | 引き分け              | 無効試合              |                       |
| 2 勝                  | 1                     | 1                     | 0                     | 0                     | 0                     |                       |
| 1 敗                  | 0                     | 1                     | 0                     | 0                     | 0                     |                       |

| 勝敗 | 対戦相手         | 試合結果               | 大会名                                                  | 開催年月日    |
| ×    | イ・スファン     | 3R+延長R終了 判定1-2   | K-1 ASIA MAX 2008 IN SEOUL 【アジアトーナメント 1回戦】 | 2008年2月24日 |
| ○    | チェ・ジョンユン | 3R終了 判定3-0         | K-1 FIGHTING NETWORK KHAN 2007 〜世界対抗戦〜           | 2007年7月21日 |
| ○    | キム・ハンウル   | 3R 0:20 KO（右フック） | K-1 FIGHTING NETWORK KHAN 2007 IN SEOUL                 | 2007年2月18日 |

## 獲得タイトル
ムエタイ
- ランシットスタジアムミニフライ級王座（1992年）

ボクシング
- 初代WBU世界スーパーフライ級王座
- 第2代WBU世界バンタム級王座
- WBC世界バンタム級暫定王座（防衛0=正規王座に認定）
- WBC世界バンタム級王座（防衛3）
- WBC世界スーパーフェザー級王座（防衛1）
- 第3代ABCOスーパーフェザー級王座
- 第10代PABAスーパーライト級王座
- 第2代ABCOコンチネンタルウェルター級王座
- WBOアジア太平洋ウェルター級王座